# Maurice Décamps

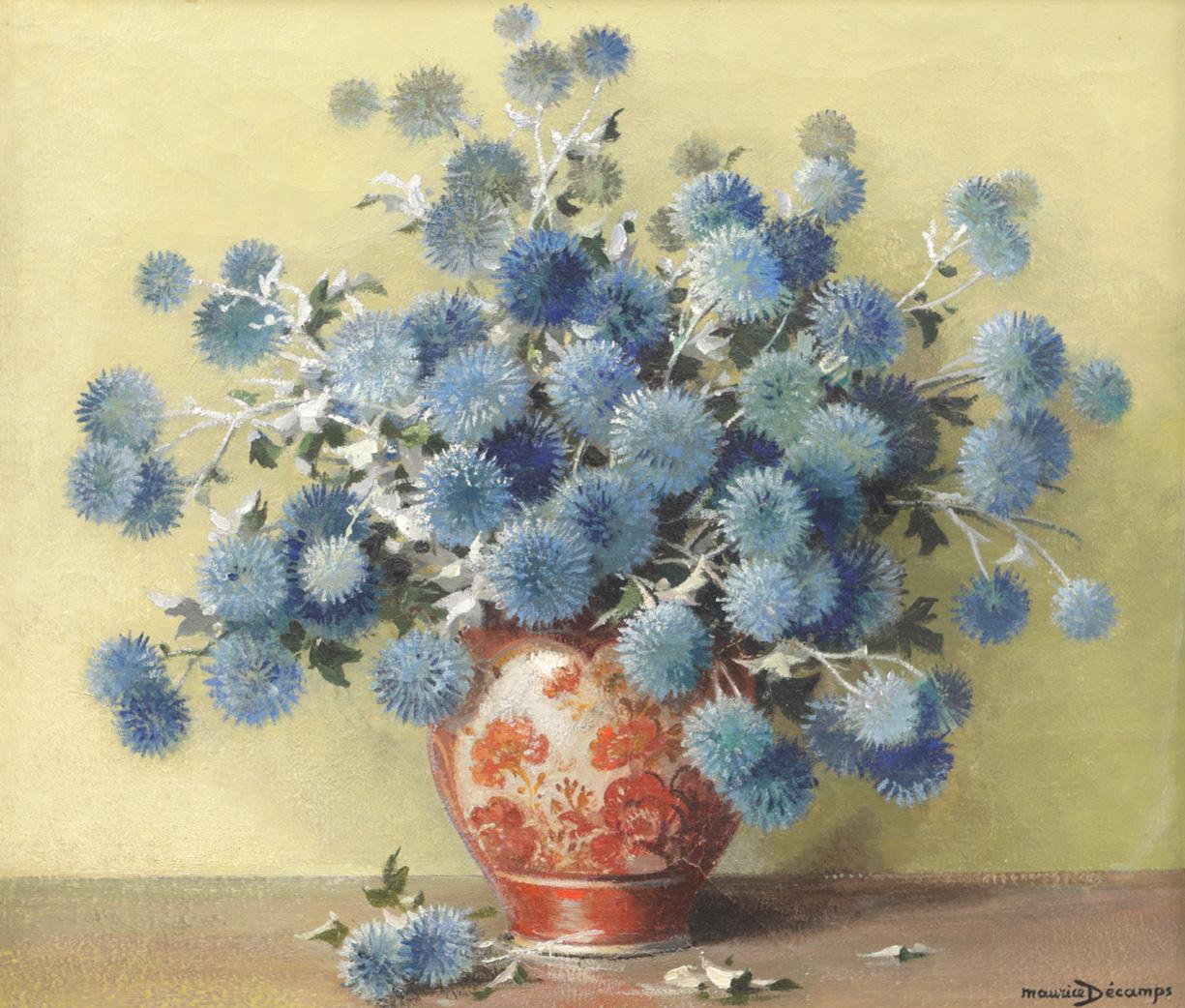
Bouquet aus blauen Disteln; Öl auf Leinwand

Maurice Alfred Joseph Décamps (geboren 2. Oktober 1892 in Paris; gestorben 8. Oktober 1953 in Ermont) war ein französischer Kunstmaler. Er malte vorwiegend florale Stillleben, war aber auch Landschaftsmaler.

## Biographie
Maurice Décamps war der Sohn von Alfred Emile Décamps, kaufmännischer Angestellter, und seiner Gemahlin Gabrielle Dupetit. Er studierte an der Akademie École Régionale des Beaux Arts in Amiens im Département Somme. Einer seiner Lehrer war Pierre Eugène Montézin. Sein Abschluss der Meisterklasse fokussierte sich auf die Kunst der Blumendarstellung (l’Art de la fleur). Er gehörte zur Schule der Maler von Stillleben zusammen mit Achille Cesbron, Henri Fantin-Latour und Georges Jeannin. Seine Ausdrucksmittel waren Harmonie und Kraft floraler Motive und weniger deren Anmut, Feinheit und Leichtigkeit. Seine Stillleben waren inspiriert vom Pointillismus und der Leuchtkraft der Bilder von Alfred Sisley, Camille Pissarro und Claude Monet.
Seine ersten Ausstellungen waren 1913 im Salon des Artistes Français deren Mitglied er war. Er erhielt viele Auszeichnungen, unter anderem 1926 den Prix de la Savoie, 1927 den Prix de la Société des Paysagistes, 1929 den Prix de Raigecourt-Goyon und 1938 den Prix Justin Claverie.